# Tintin i Kongo
Tintin i Kongo, fransk originaltitel: Tintin au Congo, är det andra i en serie klassiska seriealbum, skrivna och illustrerade av belgaren Hergé, vars huvudperson är den unge reportern Tintin.
Berättelsen publicerades först i tidningen Le Petit Vingtième som svart-vit följetong under perioden 5 juni 1930 till 11 juni 1931, och utgavs som album 1931. 1946 färglades och omtecknades serien från 110 sidor till 62, standardformatet för album. Dialogen och teckningarna förbättrades, och även innehållet ändrades delvis. Till exempel har en geografilektion med Tintin som lärare där han undervisar de små barnen om "ert fosterland Belgien" bytts ut mot en politiskt sett okontroversiell matematiklektion.

## Synopsis
Tintin åker i egenskap av journalist till Kongo där han bland annat umgås med afrikaner, tampas med vilda djur och råkar i konflikt med en bandit vid namn Tom. När han umgås med afrikanerna löser han olika små problem på enkla sätt, som trots detta betraktas som fantastiska bland befolkningen. Ibland löser han problemen på mindre sympatiska sätt som när han orsakar att ett tåg spårar ur; han schasar på lokföraren och tågets passagerare på ett arrogant sätt utan att själv hjälpa till trots att det faktiskt var han som egentligen hade ställt till det. En afrikan har feber och hans fru tror att han är döende. Tintin ger honom medicin och han blir snabbt frisk, vilket får frun att tro att Tintin är en stor ande med övernaturliga krafter. Egentligen har albumet inte så mycket handling bortsett från just att han hela tiden jagas av Tom. Man ser under en stor del av albumet att Tom försöker döda Tintin på olika sätt men man får inte veta varför förrän i slutet. Man får inte heller veta Toms namn förrän i slutet. Det visar sig att Tom troligen är amerikan och jobbar för ett amerikanskt gangstersyndikat med Al Capone i spetsen. Det visar sig efter ett tag att det mesta av handlingen i Tintin i Kongo mest är som en sorts "förspel" inför albumet Tintin i Amerika. I slutet nämner också Tintin att han kommer att resa till Amerika.
Albumet är inget sammanhängande Tintinäventyr som många av de senare albumen, utan mer en samling löst ihopfogade episoder med ganska grovkornig humor. En stor del av de komiska poängerna går helt enkelt ut på att en rad vilda afrikanska djur utsätts för ohyggliga grymheter på olika sätt, och det är knappt att den i senare album så exemplariskt empatiske och rättrådige Tintin går att känna igen här.

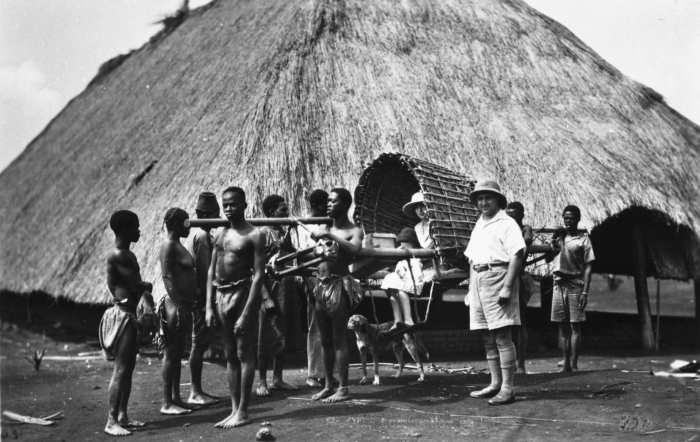
I mellankrigstidens Belgien framställdes afrikaner ofta som tjänare åt européer. Här ett foto taget i Belgiska Kongo, på ett vykort från tidigt 1930-tal.

## Historik

### Bakgrund
Som en följd av succén med det första äventyret i serien, Tintin i Sovjet, som hade gått som seriestrip mellan 1929 och 1930, hade Hergé velat skicka sin skyddsling, den unge reportern Tintin, till USA, men chefredaktören för tidningen Le Vingtième Siècle Norbert Wallez hade andra idéer, och instruerade Hergé att skriva en historia som utspelas i Belgiska Kongo, dagens Kongo-Kinshasa. Som tintinologen Michael Farr observerar trodde Wallez att den belgiska kolonialregimen behövde stödjas i tider då minnena "fortfarande var ganska färska" av det besök i Kongo som det belgiska kungaparet, kung Albert och drottning Elisabeth, hade gjort i kolonin 1928. De hade funnit kolonin i dåligt skick efter den brutala exploateringen av kung Leopold II av Belgien, vilken var ansvarig för dödandet av mellan 5 och 15 miljoner kongoleser. Hergé kom senare att beskriva Wallez instruktioner genom att sarkastiskt påstå att han refererade till Kongo som "vår vackra koloni som har stort behov av oss, tarantara, tarantaraboom".
Precis som i Tintin i Sovjet, där Hergé hade fått sin information om Sovjetunionen nästan bara från en enda källa, så använde han ett väldigt begränsat källmaterial för att få kunskap om det centrala Afrikas landskap och dess människor. Som litteraturkritikerna Jean-Marc and Randy Lofficier noterar, är serien nästan helt och hållet baserad på litteratur som är skriven av missionärer, med ett enda tillagt element; diamanthandlarna, som de trodde antagligen hade hämtats från serier som Djungel-Jim.
I sin psykoanalytiska undersökning av serierna lyfter tintinologen Jean-Marie Apostolidès fram att Tintin i Kongoäventyret representerar framsteg och den belgiska staten står som en modell för infödingarna att ta efter, så att de skulle bli mer europeiska och sålunda civiliserade i det belgiska samhällets ögon. På 1970-talet medgav Hergé, i en intervju med Numa Sadoul, sina fel i förståelsen av Kongo, och menade att:
| ” | Beträffande Kongo liksom i Tintin i Sovjet, var sanningen den att jag var trött på fördomarna i det borgarsamhälle i vilket jag rörde mig … Det var 1930. Det jag visste då om dessa länder var bara det som folk sade på den tiden: 'Afrikaner var stora väldiga barn … Tack Gode Gud för dem att vi var där!' Etc. Och jag beskrev dessa afrikaner enligt sådana kriterier, i det rent patriarkaliska sinnelag som då existerade i Belgien. | „ |

### Första publiceringen, 1930–1931
Resultatet av chefredaktören Wallez order att skicka Tintin till Belgiska Kongo blev Tintin i Kongo, som publicerades i Le Petit Vingtième från 5 maj 1930 till 11 juni 1931. Seriestriparna publicerades sedan i den franska katolska nyhetstidningen Coeurs Vaillants från 20 mars 1932. Tintins andra äventyr var likt det första, Tintin i Sovjet, ritat i svartvitt och följde nästan exakt samma mönster som det första, och var "i huvudsak utan handling". Det bestod av en serie till stor del orelaterade händelser som Hergé tänkte fram och skrev varje vecka. Till skillnad mot det tidigare Tintinäventyret anser Michael Farr att någon form av handling växer fram i slutet av historien, med introduktionen av den amerikanska diamantsmugglingsracketen. Tintinologen Harry Thompson har en annan åsikt och anser att Kongoäventyret nästan är en regression efter Sovjethistorien, som inte har vare sig handling eller personbeskrivningar, och han bedömer därför äventyret som "sannolikt det mest barnsliga av alla Tintins böcker".
Tintin i Kongo är till synes snarlik i stil med Tintin i Sovjet. I första delen av berättelsen hade Hergé lagt in ett första utkast av Smecken & Sulan, två unga pojkar som bor i Bryssel och som han nyligen arbetat fram som en egen tecknad serie i Le Petit Vingtième, vilken hade börjat som seriestrip den 23 jan 1930.
Äventyret visade sig, liksom det tidigare Tintin i Sovjet, att bli populärt bland de belgiska läsarna och Wallez beslöt att upprepa det reklamtrick han hade använt när seriestriparna för Tintin i Sovjet hade kommit till sitt slut. I juli 1931 anställde han en skådespelare och klädde honom i kolonial utstyrsel och lät honom uppträda i Bryssel och sedan i Liège i sällskap med tio afrikanska bärare och en skara exotiska djur som hade hyrts från ett zoo. Spektaklet blev framgångsrikt och i Bryssel uppgick åskådarna till 5000 personer. 1931 samlades striparna ihop och publicerades i ett enda album av det Brysselbaserade företaget Editions de Petit Vingtième. En andra publicering gjordes av Casterman 1937.

### Andra versionen, 1946
På 1940-talet när Hergés popularitet hade ökat beslöt han att rita om många av de svartvita Tintinäventyren i färg och använde då sin nyligen utvecklade stil klara linjen, så att de visuellt skulle passa in med de nya Tintinhistorier som han skapade. Tintin i Kongo var en av dessa böcker som gavs ut i ny version 1946. Som en del i denna förändring skar Hergé också ner sidantalet från 110 sidor till standardvarianten på 62 sidor, vilket utgivaren Casterman hade föreslagit honom. I 1946 års version gjorde Hergé också åtskilliga förändringar i själva berättelsen, som att ta bort många av syftningarna på Belgien och kolonialstyret. Detta beslut, påstod Farr, gjordes för att vidga kretsen av läsare till andra länder än Belgien och inte på grund av att Hergé trodde att imperieväldet skulle nå sitt slut, vilket hände först 1960. Exempelvis lär Tintin de kongolesiska skolbarnen geografi. I originalversionen från 1930–31 säger han "Kära vänner, idag ska jag tala med er om ert land: Belgien!" medan han i 1946 års version i stället ger dem en matematiklektion och frågar "Vem kan nu tala om för mig, vad blir två plus två? …. Någon?". En annan förändring är att Jimmy MacDuff, ägare till den leopard som attackerar Tintin, ändrades från en färgad direktör på den Stora Amerikanska Cirkusen till en vit "leverantör till de största zoologiska trädgårdarna i Europa".
I 1946 års färglagda version inkluderade Hergé också en ruta med Dupond och Dupont, de två detektiverna som han först hade introducerat i den fjärde Tintinhistorien Faraos cigarrer från 1932–1934, som kronologiskt placerades efter Kongoäventyret. De lades till på första sidan där de står i bakgrunden och betraktar en grupp som omger Tintin när han stiger på tåget och kommenterar att "det verkar vara en ung reporter som ska åka till Afrika...". I denna version lade Hergé också till teckningar av både sig själv och sin vän Edgar P. Jacobs, som var den person som målade teckningarna i boken, i serierutorna, som deltagare i den grupp som vinkar av Tintin.
Farr tyckte att den målade versionen 1946 var en fattigare produkt än den svartvita, och att den hade förlorat sin "spänning" och "atmosfär" med den nya avbildningen av det kongolesiska landskapet som inte var övertygande, utan mer liknade ett europeiskt zoo än "verklighetens förtorkade dammiga vidder". En annan tintinolog, Benoit Peeters, intog en mer positiv attityd till 1946 års version och ansåg att den innehöll estetiska förbättringar och en klarhet i kompositionen tack vare Hergés personliga utveckling som tecknare, likaväl som en förbättring i dialogen som nu blivit "mer livfull och flytande"."

### Senare ändringar och publiceringar
När de skandinaviska utgivarna av Tintins äventyr först beslöt att ge ut Tintin i Kongo 1975 var de missnöjda med innehållet på sidan 56, på vilken Tintin borrar ett hål i en levande noshörning, fyller det med dynamit, och ledsamt nog spränger den. De bad Hergé att ersätta sidan med en alternativ, mindre våldsam scen som de tyckte borde vara mer lämplig för sina unga läsare. Hergé, som hade kommit att ångra scenerna med djurplågeri och storviltsjakt strax efter publiceringen samtyckte gärna, och den sålunda ändrade sidan visar noshörningen som råkar fyra av Tintins gevär medan han sover och sedan som en följd av detta skrämd springer iväg. Denna ändrade scen användes sedan även i publikationer på andra språk.
Fastän 1946 års version i färg har blivit den version av verket som är mest tillgänglig har Tintinologer och samlare blivit intresserade av 1931 års originalversion. Den versionen gavs åter ut, på franska, som första delen i samlingen Archives Hergé, där den återfanns tillsammans med Tintin i Sovjet och Tintin i Amerika. Detta seriealbum i Archives Hergé gavs ut 1973 av Casterman, som också publicerade Tintin i Kongo som ett eget album 1982.
Fast boken hade getts ut på en mängd olika språk, inklusive franska, svenska och tyska, så vägrade de engelska utgivarna att publicera Tintin i Kongo under många år på grund av dess kontroversiella innehåll. Under senare delen av 1980-talet berättade Nick Rodwell, då agent för Studio Hergé i England, för journalister om sina planer att till sist ge ut den på engelska och sade också att han trodde att genom att ge ut den svartvita originalversionen från 1931 skulle det orsaka mindre kontroverser än den senare versionen från 1946. Efter mycket diskussion beslöt man 1991 att, efter 60 år, ge ut 1931 års version. 1946 års version i färg gavs sedan även den ut på engelska, då den släpptes av Egmont Publishing. Men i USA blev publiceringen plötsligt inställd av Little, Brown and company och den kom aldrig att ges ut där.

## Debatt om albumets innehåll
Efter kolonialismens sammanbrott har albumet kritiserats för att det framställer kongoleser som infantila, dumma, primitiva, fega, lata och barnsligt skrockfulla. Den stereotypa bilden förstärks av att kongoleserna avbildas som kolsvarta med överdrivet tjocka markerade läppar. 
År 2011 slog en belgisk domstol fast att Tintin i Kongo inte är rasistiskt och innehåller inga ”illasinnade” utsagor.
Tintinexperterna Harry Thompson såväl som Jean-Marie Apostolides har hävdat att Hergé inte avsiktligt skrev boken rasistisk, utan att boken är en bra beskrivning av den allmänna uppfattning om afrikaner som rådde i västvärlden under kolonialismen.
Hergé ville i själva verket skicka Tintin till Amerika, men abbé Norbert Wallez, chefredaktören för tidningen Le Vingtième Siècle som gav ut Le Petit Vingtième som medföljande barnbilaga, tyckte i stället att Tintin skulle resa till den belgiska kolonin Kongo. Eftersom Hergé inget visste om Afrika så framställde han Kongo och kongoleserna i enlighet med de stämningar som rådde i Europa under 1920- och 1930-talen.
Under 1950-talet började de afrikanska länderna att göra sig fria från kolonialmakterna och det belgiska förlaget som givit ut albumet Tintin i Kongo drog in försäljningen av det. Emellertid upphörde säljförbudet under 1970-talet, då en dagstidning i dåvarande Zaire – före detta Kongo, idag Kongo-Kinshasa – skrev till Hergé och bad om att få publicera berättelsen. Tintin var en succé i landet, och man ville gärna läsa albumet med "de svajiga teckningarna" på förfäderna.
Hergé kommenterade själv saken i intervju från 1975 där han förklarade att samma sak gällde för Tintin i Kongo som för Tintin i Sovjet, nämligen den att han var uppfödd på fördomarna i den borgerliga miljö som han då levde år 1930. Hergé berättar att han inte visste något annat om Afrika än det folk i allmänhet sade på den tiden, till exempel saker som att afrikaner var som stora barn och att det var tur för dem att belgarna fanns där och liknande. Så Hergé tecknade helt enkelt kongoleserna efter det mönstret, i den rent paternalistiska anda som rådde i Belgien under denna tid.
På 2000-talet har röster höjts för att förbjuda albumet på grund av dess påstådda rasism. Efter kritik från en låntagare flyttade Brooklyn Public Library 2007 albumet till bibliotekets Clara Whitehill Hunt-samling bestående av 7 000 ovanliga barnböcker som bara kan ses på beställning. I Storbritannien måste albumet enligt ett domstolsbeslut förses med en varningstext för att få säljas, medan man både i Belgien och i Frankrike dragit albumet inför domstol i syfte att förbjuda försäljning i boklådor.
I Sverige anmäldes serien till Justitiekanslern 2007 av en privatperson med svensk-kongolesisk bakgrund. Afrosvenskarnas riksförbund, genom deras samordnare Kitimbwa Sabuni, ställde sig bakom anmälningen. JK inledde dock ingen förundersökning.
I september 2012 beslutade Behrang Miri, konstnärlig ledare på Kulturhuset i Stockholm, att gallra ut samtliga Tintinalbum från biblioteket TioTretton, eftersom de ansågs innehålla rasistiska stereotyper. I media beskrevs det senare som att Tintinalbumen bara skulle flyttas till Serieteket. Efter mediastormen upphävde Kulturhusets chef beslutet och lät Tintinalbumen vara kvar på TioTretton. Värt att notera är att albumet Tintin i Kongo aldrig köpts in till TioTretton och kunde därför inte gallras ut.

## Svensk översättning
Den första översättningen till svenska av albumet gjordes 1978, då det gavs ut av Carlsen/if som album nummer 22, men äventyret hade funnits att läsa på svenska redan 1948 som följetong i veckotidningen "Tjugofemman" – premiär för Tintin på svenska.
Den svenska översättningen i nyutgåvan från 2004 är gjord av Björn Wahlberg. Där ingår också ett förord, där Wahlberg kritiserar Hergés skildring av människor och djur. "Albumet bör helst läsas som ett tidsdokument från ett svunnet Europa", skriver Wahlberg. Även den brittiska utgåvan inleds med förord som förklarar den koloniala kontext som albumet ritades i.

## Övrigt
Dupond och Dupont dyker upp i första rutan på första sidan, då som två anonyma, mustaschprydda herrar klädda i svart kostym och plommonstop. De är dock ej med i den svart-vita originalversionen från 1930. Runt Tintin i samma ruta står Smecken och Sulan, två huvudfigurer ur en annan av Hergés serier.